# 中島そよか
中島 そよか（なかじま そよか、1979年7月3日 - ）は、ボイスワークス所属のフリーアナウンサー。

## 来歴・人物
神奈川県横浜市出身、埼玉県所沢市育ち（現在も同市に在住）。青山学院大学文学部卒業後、2003年に山梨放送に入社。2009年山梨放送を退社、ボイスワークスに所属。契約先はWOWOWに5年、2014年より2017年3月までテレビ埼玉。
人と会うのが大好きで温泉めぐりやスポーツ観戦も趣味としている。大学時代に西武ライオンズのマスコットガールを経験。
本人曰く子供が大好きでアナウンサーでなければ保育士になっていたという。

## 出演番組

### テレ玉時代
- NEWS930キャスター（木曜）
- News&Weather（土日夕方）
- カラオケ１ばん 30周年式典 司会[3]
- MY Best Way(2015年10月31日)[4][5]
- 埼玉ビジネスウォッチ（2016.4 - 2017.3）

※2019年10月5日に代打出演。2年半ぶりの出演となる。

### WOWOW時代
- WOWOWエキサイトマッチ進行役
- WOWOWテニスグランドスラム進行役
- UFC進行役
- 陸上IAAFダイヤモンドリーグ進行役
- 金曜カーソル
- オフビート＆JAZZ

### 山梨放送時代
テレビ
- VENTスポ!
- 朝だ!生です旅サラダ中継
- YBSワイドニュース
- ゆうひのジャングル
- 六輔の痛快ご長寿紀行
- サッカー中継（ヴァンフォーレ甲府戦） ピッチリポート
- 24時間テレビ 「愛は地球を救う」　山梨放送チャリティリポーター

ラジオ
- 765MUX
- ラジオライトハウス